# École secondaire Georges-P.-Vanier
 (juillet 2025).
Si vous disposez d'ouvrages ou d'articles de référence ou si vous connaissez des sites web de qualité traitant du thème abordé ici, merci de compléter l'article en donnant les références utiles à sa vérifiabilité et en les liant à la section « Notes et références ».
 (juillet 2023).
L'école secondaire Georges-P.-Vanier est une école secondaire de langue française laïque, située dans le quartier Westdale de Hamilton, dans l'Ontario, au Canada. L'école dessert la population francophone des comtés de Brant, Haldimand, Norfolk, Halton, Hamilton-Wentworth et Wellington. Ses écoles nourricières sont l'école élémentaire Renaissance de Burlington et l'école élémentaire Pavillon de la jeunesse de Hamilton. 
L'école porte le nom de Georges-Philéas Vanier, homme d'état canadien.
Elle célèbrere son 50e anniversaire pendant l'année scolaire 2023-2024. 

## Anciens élèves
- Evan Bouchard, joueur de hockey
- Kim Bubbs, actrice
- Michelle Dubé (en), journaliste
- Nicole Dubé, journaliste
- Lisa Langlois, actrice
- Michael Ouzas (de), ancien joueur de hockey
- Kristine Spekkens (en), astrophysicienne